# Antonio Iranzo
Antonio Iranzo (Valencia, 4 de mayo de 1930 - Valencia, 7 de julio de 2003) fue un actor español.

## Biografía
Comenzó su actividad artística en el teatro, al tiempo que trabajaba como locutor de radio. Se integra en la Compañía de Núria Espert y en 1963 debuta en el cine con La chica del auto-stop, de Miguel Lluch. 
Su físico de hombre curtido y voz ronca marcan los personajes que interpretaría en la pantalla grande, casi siempre secundarios, destacando sus interpretaciones en La piel quemada (1967), de Josep Maria Forn; La leyenda del alcalde de Zalamea (1973), de Mario Camus; La Regenta (1974), de Gonzalo Suárez; ¿Quién puede matar a un niño? (1975), de Narciso Ibáñez Serrador; Los placeres ocultos (1977), La estanquera de Vallecas (1986), estas dos últimas de Eloy de la Iglesia o Libertarias (1996), de Vicente Aranda. 
Prolífica fue también su trayectoria en televisión; interpretó decenas de personajes en espacios dramáticos de TVE como Estudio 1 o Novela, Hora once o Ficciones.
También sobre los escenarios desarrolló una carrera notable, que sobresalió especialmente en sus interpretaciones de autores clásicos del Siglo de Oro. Entre las obras interpretadas, se incluyen Tartufo (1969), de Molière, con dirección de Adolfo Marsillach; La estrella de Sevilla (1958), de Félix Lope de Vega; Andorra (1971), de Max Frisch; Flor de Santidad (1973), de Adolfo Marsillach; Sopa de pollo con avena, (1978) de Arnold Wesker con Irene Gutiérrez Caba; Las arrecogías del beaterio de Santa María Egipciaca (1977), de Martín Recuerda, Bodas que fueron famosas del Pingajo y la Fandanga (1978), de José María Rodríguez Méndez; El rollo de Lavapiés (1979); Los baños de Argel (1979), de Miguel de Cervantes; Aspirina para dos (1980) de Woody Allen; Las orejas del lobo (1980), de Santiago Moncada; El engañao (1981), de Martín Recuerda, Melocotón en almíbar (1982), de Miguel Mihura; El pato silvestre (1982) de Ibsen; Fedra (1984), de Eurípides; Julio César (1988), de Shakespeare; La tercera palabra (1992), de Alejandro Casona.
Se inició en doblaje a principios de los años 60, en Barcelona, aunque posteriormente continuó su carrera en Madrid. Finalmente, su voz profunda y grave le permitió destacar como actor de doblaje, siendo recordada entre otros personajes, por el de M.A. en El equipo A. Otro papel destacado en doblaje, fue prestándole su voz a Morgan Freeman en la película Paseando a Miss Daisy.
Ganador del premio Fotogramas de Plata (1967) al Mejor actor de cine español por La piel quemada.